# Ceraleptus probolus
Ceraleptus probolus är en insektsart som beskrevs av Richard C. Froeschner 1963. Ceraleptus probolus ingår i släktet Ceraleptus och familjen bredkantskinnbaggar. Inga underarter finns listade i Catalogue of Life.